# Ferenc Csipes
Ferenc Csipes (Budapest, 8 marzo 1965) è un ex canoista ungherese.
Ha vinto due titoli olimpici a Seoul 1988 nel K2 500 m e nel K4 1000 m. Alle edizioni seguenti dei giochi Ha vinto altri due argenti nel K4 1000 m.
Ha vinto anche otto titoli mondiali.
Ha sposato la nuotatrice ungherese Andrea Orosz. È padre della canoista Tamara Csipes.

## Palmarès
- Olimpiadi
  - Seul 1988: oro nel K4 1000 m e bronzo nel K2 500 m.
  - Barcellona 1992: argento nel K4 1000 m.
  - Atlanta 1996: argento nel K4 1000 m.

- Mondiali
  - 1985 - Mechelen: oro nel K1 1000 m.
  - 1986 - Montréal: oro nel K1 10000 m e K4 1000 m.
  - 1987 - Duisburg: oro nel K2 500 m e K4 1000 m, bronzo nel K2 10000 m.
  - 1989 - Plovdiv: oro nel K4 1000 m e argento nel K4 10000 m.
  - 1990 - Poznań: oro nel K4 1000 m e bronzo nel K4 500 m.
  - 1991 - Parigi: oro nel K4 1000 m, argento nel K1 1000 m e bronzo nel K2 500 m.
  - 1994 - Città del Messico: bronzo nel K4 500 m.